# دیوید رز
دیوید رز (انگلیسی: David Rose؛ ۱۵ ژوئن ۱۹۱۰ – ۲۳ اوت ۱۹۹۰) یک آهنگساز، نوازنده پیانو، ترانه‌سرا، تنظیم‌کنننده ورهبر ارکستر اهل ایالات متحده آمریکا بود.
او در زمینه ساخت موسیقی برای آثار تلویزیونی بسیار فعال بود و به همین دلیل، برندهٔ ۴ جایزه امی شد.
وی سه مرتبه ازدواج کرد و دو فرزندِ دختر داشت. همسرانش به ترتیب «مارتا ری» (۱۹۴۱–۱۹۳۸)، «جودی گارلند» (۱۹۴۴-۱۹۴۱) و «بتی بارتولومه» بودند. خوانندهٔ پاپ «سامانتا جیمز»، نوهٔ دختری اوست.

## گزیدهٔ آثار

### سینما
- دلقک (۱۹۵۳)

### تلویزیون
- خانه کوچک (۱۹۸۳–۱۹۷۴)
- چاپارل (۱۹۷۱–۱۹۶۷)